# Hovaesia donckieri
Hovaesia donckieri is een vlinder uit de familie wespvlinders (Sesiidae), onderfamilie Sesiinae.
Hovaesia donckieri is voor het eerst wetenschappelijk beschreven door Le Cerf in 1912. De soort komt voor in het Afrotropisch gebied.